# Zatoka Galway
Galway (ang. Galway Bay, irl. Loch Lurgan, Cuan na Gaillimhe) – zatoka w hrabstwie Galway, na zachodzie Irlandii, na wyspie o tej samej nazwie. Część Oceanu Atlantyckiego.
Galway Bay ma ok. 10 km szerokości w głębi, 30 km u wejścia i długość 50 km. U wejścia do zatoki znajduje się archipelag wysp Aran.
Na północno-wschodnim brzegu zatoki leży miasto Galway, od którego zatoka wzięła swoją nazwę.